# Flying Fox
Flying Fox  (1896-1911) est un cheval de course qui valait un million de Francs-or, record pour un étalon à cette époque.

## Carrière
Étalon bai né en Angleterre en 1896 dans l'élevage d'Eaton Stud près de Chester, propriété du 1er Duc de Westminster, ce poulain réputé extrêmement difficile réussit une brillante carrière sous la houlette de John Porter, considéré comme le plus grand entraîneur de l'ère victorienne, et la monte du jockey Morny Cannon. Lauréat de trois de ses cinq sorties à 2 ans, il resta invaincu à 3 ans, devenant le huitième détenteur de la triple couronne britannique, et accumulant 1 012 125 Francs de gains pour la seule année 1899. 
Le Duc de Westminster décéda fin 1899 et son écurie de course fut en partie dispersée aux enchères publiques en Angleterre. Flying Fox fut mis en vente le 7 mars 1900 et acquis, au nez et la barbe d'une prestigieuse assemblée, dont faisait partie le Prince de Galles (le futur roi Édouard VII), par le célèbre propriétaire-éleveur français Edmond Blanc, qui déboursa une somme jamais atteinte pour un cheval : 37 500 guinées, soit 984 375 Francs-or sans les taxes, autrement dit plus d'un million de Francs-or. À titre de comparaison, la construction de la Tour Eiffel avait coûté moins de 8 millions de Francs-or. Edmond Blanc ramène son précieux cheval en France et l'installe dans le très luxueux haras de Jardy qu'il a fait construire à partir de 1890 dans la proche banlieue ouest de Paris, à Marnes-la-Coquette. Mais le caractère ombrageux de Flying Fox s'affirme de plus en plus, si bien que le cheval est très vite déclaré inapte à la course et dirigé vers la reproduction. 

### Résumé de carrière
| Date        | Hippodrome  | Pays        | Course                     | Distance    | Jockey       | Place       | Vainqueur ou deuxième |
| 1898, 2 ans | 1898, 2 ans | 1898, 2 ans | 1898, 2 ans                | 1898, 2 ans | 1898, 2 ans  | 1898, 2 ans | 1898, 2 ans           |
| ----------- | ----------- | ----------- | -------------------------- | ----------- | ------------ | ----------- | --------------------- |
| Juin        | Ascot       | Royaume-Uni | New Stakes                 | 1 100 m     | Morny Cannon | 1er         | Musa                  |
| Juillet     | Newmarket   | Royaume-Uni | Stockbridge Foal Stakes    | 1 200 m     | Morny Cannon | 1er         |                       |
| Août        | Kempton     | Royaume-Uni | Imperial Produce Stakes    | 1 200 m     | Morny Cannon | 2e          | St. Gris              |
| Septembre   | Newmarket   | Royaume-Uni | Middle Park Plate          | 1 200 m     | Morny Cannon | 2e          | Caiman                |
| Octobre     | Newmarket   | Royaume-Uni | Criterion Stakes           | 1 200 m     | Morny Cannon | 1er         | Sinopi                |
| 1899, 3 ans |             |             |                            |             |              |             |                       |
| Avril       | Newmarket   | Royaume-Uni | 2000 Guineas               | 1 600 m     | Morny Cannon | 1er         | Caiman                |
| Juin        | Epsom       | Royaume-Uni | Derby                      | 2 400 m     | Morny Cannon | 1er         | Damoclès              |
| Juillet     | Newmarket   | Royaume-Uni | Princess of Wales's Stakes | 1 600 m     | Morny Cannon | 1er         | Royal Emblem          |
| Juillet     | Sandown     | Royaume-Uni | Eclipse Stakes             | 2 000 m     | Morny Cannon | 1er         | Frontier              |
| Septembre   | Doncaster   | Royaume-Uni | St. Leger                  | 2 920 m     | Morny Cannon | 1er         | Caiman                |
| Septembre   | Newmarket   | Royaume-Uni | Jockey Club Stakes         | 2 000 m     | Morny Cannon | 1er         | Scintillant           |

## Au haras
Flying Fox se révèle aussi brillant étalon qu'il était brillant compétiteur. Grâce à une sélection rigoureuse des poulinières, il trace une remarquable lignée, ses propres produits accumulant 203 400 £ de gains en courses, lui assurant trois titres de tête de liste des étalons en France. La vente des yearlings issus de Flying Fox compensera très largement son prix d'achat. Les résultats dépassèrent les prévisions les plus optimistes. À travers le monde, de nombreux chevaux de course courent encore aujourd'hui avec du sang de Flying Fox dans leurs veines. Il donna ainsi, entre autres, Ajax (1901), poulain invaincu qui remporta le Prix du Jockey Club et le Grand Prix de Paris, avant de tracer au haras, notamment via le très influent Teddy (1913), père de deux piliers de l'élevage américain, la jument-base La Troienne et l'étalon Sir Gallahad, mais aussi de Bull Dog, auteur d'un autre monument, Bull Lea. Certains chevaux de sport Selle français possèdent aussi du sang de Flying Fox (typiquement la lignée des étalons Nankin, Uriel, Leprince de Thurin).
Flying Fox est mort à 15 ans au haras de Jardy, le 21 mars 1911. Son squelette a été conservé et est exposé au Musée du Cheval du château de Saumur et son écurie d'origine (Eaton Stud, dans le Cheshire) lui a élevé un mémorial.

## Origines
Le pedigree de Flying Fox est marqué par un inbreeding très serré (2x3) sur Galopin, champion sur la piste qui remporta 10 de ses 11 sorties, parmi lesquelles le Derby 1875, avant de devenir un étalon hors pair, trois fois champion sire (1888, 1889, 1898). C'est-à-dire que Galopin est à la fois le grand-père maternel et l'arrière-grand-père paternel de Flying Fox. Lequel est né des œuvres de Orme, lui-même grand champion et l'un des seuls produits de l'invincible mais infertile Ormonde, et d'une propre sœur de St. Simon, phénomène en piste et l'un des étalons les plus influents de l'histoire de l'élevage. 

### Pedigree
| Origines de Flying Fox (GB), mâle bai né en 1896 | Origines de Flying Fox (GB), mâle bai né en 1896 | Origines de Flying Fox (GB), mâle bai né en 1896 | Origines de Flying Fox (GB), mâle bai né en 1896 |
| ------------------------------------------------ | ------------------------------------------------ | ------------------------------------------------ | ------------------------------------------------ |
| Père Orme 1889                                   | Ormonde 1883                                     | Bend Or 1877                                     | Doncaster                                        |
| Père Orme 1889                                   | Ormonde 1883                                     | Bend Or 1877                                     | Rouge Rose                                       |
| Père Orme 1889                                   | Ormonde 1883                                     | Lily Agnes 1871                                  | Macaroni                                         |
| Père Orme 1889                                   | Ormonde 1883                                     | Lily Agnes 1871                                  | Polly Agnes                                      |
| Père Orme 1889                                   | Angelica 1879                                    | Galopin 1872                                     | Vedette                                          |
| Père Orme 1889                                   | Angelica 1879                                    | Galopin 1872                                     | Flying Duchess                                   |
| Père Orme 1889                                   | Angelica 1879                                    | St Angela 1865                                   | King Tom                                         |
| Père Orme 1889                                   | Angelica 1879                                    | St Angela 1865                                   | Adeline                                          |
| Mère Vampire 1889                                | Galopin 1872                                     | Vedette 1854                                     | Voltigeur                                        |
| Mère Vampire 1889                                | Galopin 1872                                     | Vedette 1854                                     | Mrs Ridgeway                                     |
| Mère Vampire 1889                                | Galopin 1872                                     | Flying Duchess 1853                              | The Flying Dutchman                              |
| Mère Vampire 1889                                | Galopin 1872                                     | Flying Duchess 1853                              | Merope                                           |
| Mère Vampire 1889                                | Irony 1881                                       | Rosebery 1872                                    | Speculum                                         |
| Mère Vampire 1889                                | Irony 1881                                       | Rosebery 1872                                    | Lady like                                        |
| Mère Vampire 1889                                | Irony 1881                                       | Sarcasm 1871                                     | Breadalbane                                      |
| Mère Vampire 1889                                | Irony 1881                                       | Sarcasm 1871                                     | Jeu d'Esprit (famille 7-d)                       |

## Liens utiles
- Pedigree de Flying Fox (en anglais)
- Château de Saumur et son Musée du Cheval
- Site officiel du haras de Jardy